# Reprodukcija
Reprodukcija je pojam koji označava izradbu ili izvedbu kojom se nastoji postići što veća sličnost s izvornikom, primjerice kopiranje kakva likovna djela. U biologiji se rabi kao izraz za tumačenje procesa kojim živi organizmi stvaraju potomstvo i tako omogućuju preživljavanje vlastite vrste.

## Biološka reprodukcija
- Seksualna reprodukcija je biološki proces po kojem organizmi stvore potomke s kombinacijom genetičkog materijala. Ovi organizmi imaju dva različita odrasla spola, muški ili ženski.
- Aseksualna reprodukcija je biološki proces po kojem organizam stvori genetički sličnu kopiju samog sebe bez kombinacije genetičkog materijala s drugim organizmom.

Postoje mnogi načini reprodukcije koje upotrebljavaju razne vrste.
Neke životinje, poput ljudi (seksualno zreli nakon puberteta), imaju malo potomaka. Druge životinje se reproduciraju brzo, ali mnogi potomci ne prežive do odraslih doba. Zec (zreo nakon 8 mjeseci) ima 10-30 potomaka godišnje, nilski krokodil (15 godina) ima 50, i neke vrste muha (10-14 dana) imaju 900. Obje strategije mogu biti povlašteni evoluciji: životinje s malo potomaka mogu provesti vrijeme odgajanjem i čuvanjem njih i tako smanjiti potrebu za reprodukciju. Međutim, životinje s mnogo potomaka ne trebaju odgajati i čuvaju potomke.
Ove dvije strategije poznate su kao K-selekcija (malo potomaka) i R-selekcija (mnogo potomaka). Koju strategiju vrste preferiraju ovisi o raznim okolnostima.

## Vanjske poveznice
- Reprodukcija Hrvatska enciklopedija. LZMK (definicije)
- Razmnožavanje Hrvatska enciklopedija. LZMK